# Robert Dinsmore Harrison

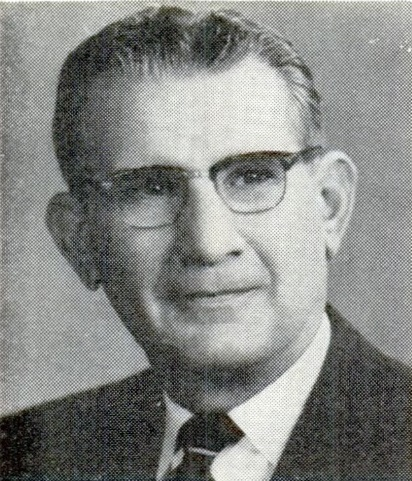
Robert Dinsmore Harrison (1957)

Robert Dinsmore Harrison (* 26. Januar 1897 bei Panama, Lancaster County, Nebraska; † 11. Juni 1977 in Norfolk, Nebraska) war ein US-amerikanischer Politiker. Zwischen 1951 und 1959 vertrat er den dritten Wahlbezirk des Bundesstaates Nebraska im US-Repräsentantenhaus.

## Werdegang
Robert Harrison besuchte die öffentlichen Schulen seiner Heimat und absolvierte im Jahr 1926 das Peru State Teachers College. Anschließend studierte er bis 1928 an der University of California und bis 1934 an der University of Nebraska. Noch vor seiner Studienzeit nahm er als Soldat der US Army am Ersten Weltkrieg teil. Seine Studienzeit war auch durch seine Arbeit im Schuldienst unterbrochen. Zwischen 1926 und 1929 hatte er die Aufsicht über die Schulen in Bradshaw und danach bis 1937 in De Witt, ebenfalls in Nebraska. Zwischen 1942 und 1951 war er Mitglied des Schulrats von Norfolk. Neben seinen Tätigkeiten im Schulbereich war Robert Harrison auch Betreiber einer eigenen Ölfirma in Norfolk und einer Farm im Cedar County. Außerdem war er Mitglied im Beraterstab des Gouverneurs von Nebraska, der sich mit den Fernstraßen des Staates befasste.
Harrison war Mitglied der Republikanischen Partei. Nach dem Tod des Kongressabgeordneten Karl Stefan wurde er 1951 bei der fälligen Nachwahl in das US-Repräsentantenhaus gewählt. Nachdem er auch die drei folgenden regulären Kongresswahlen gewonnen hatte, konnte er sein Mandat im Kongress zwischen dem 4. Dezember 1951 und dem 3. Januar 1959 ausüben. Bei den Wahlen des Jahres 1958 unterlag er dem Demokraten Lawrence Brock.
Nach dem Ende seiner Zeit im Kongress war Harrison Berater des Vorstands der Commodity Credit Corporation. Zwischen 1959 und 1960 arbeitete er auch für das US-Landwirtschaftsministerium. Danach war er von 1961 bis 1962 regionaler Direktor der Federal Crop Insurance Corporation für Nebraska. Im Jahr 1962 kandidierte er erfolglos für eine Rückkehr in den Kongress. Danach zog er sich nach Norfolk in den Ruhestand zurück. Dort ist er 1977 auch verstorben.